# شارة بداية

لقطة شاشة من شارة مسلسل صيد الريم

شارة البداية/ التتر البداية (بالإنجليزية: Intro Credits) ما يكون في بداية أي فيلم أو مسلسل أو برنامج تلفزي أو برنامج إذاعي أو لعبة إلكترونية.

## مدرج فقط
فيما يتعلق بالمسلسل، هو الآن ممارسة مقبولة لإدراج أعضاء فريق العمل النتظم لكل حلقة من الموسم، حتى لو لم يظهر في كل حلقة. من الأمثلة على ذلك مسلسل نيب/تك، في أي ظهور أي من الشخصيات المدرج نادر.